# 2А70
100-мм орудие — пусковая установка 2А70 — российское артиллерийское средство поддержки пехоты. Устанавливается в различные боевые модули типа «Бахча-У», «Синица», которые в свою очередь устанавливаются на боевые машины пехоты и десанта, такие как БМД-4, БМП-3, БТР-90М. Стрельба возможна как осколочно-фугасными снарядами 3УОФ17, 3УОФ19, так и управляемыми ракетами 9М117М1Э, а также ракетами этой серии, такими как 9М117М (от ПТРК Кан) или 9М113М (от ПТРК Конкурс-М) под управлением ПТРК «Аркан». Как было отмечено не позднее 2006 года, основной осколочно-фугасный снаряд орудия 3ОФ32 (который является модификацией 53-ОФ-412 времён ВОВ) был разработан под высокую баллистику БС-3 и потому имеет слишком толстые стенки и недостаточное наполнение ВВ.
Орудие разработано Тульским конструкторским бюро приборостроения.

## Основные характеристики
- Калибр, мм 100
- Практическая скорострельность, выстр./мин. 10
- Начальная скорость снаряда, м/с 250—355
- Масса орудия, кг 332

### Применяемые выстрелы
| Индекс выстрела        | Индекс снаряда | Масса выстрела, кг | Начальная скорость, м/с | Дальность стрельбы, км | Эффективная площадь поражения, м² | Бронепробиваемость, мм |
| Осколочно-фугасные     |                |                    |                         |                        |                                   |                        |
| 3УОФ17                 | 3ОФ32          | 18,2               | 250                     | 0,3—4,0                | 160                               | —                      |
| 3УОФ19                 | 3ОФ70          | 15,8               | 355                     | 0,3—6,5                | 360                               | —                      |
| 3УОФ19-1               | 3ОФ70          | 15,8               | 355                     | 0,3—6,5                | 600                               | —                      |
| Управляемое вооружение |                |                    |                         |                        |                                   |                        |
| 3УБК10-3               | 9М117          | 22                 |                         | 0,1—4,0                | —                                 | 550                    |
| 3УБКМ10-3              | 9М117М         | 22,9               |                         | 0,1—4,0                | —                                 | 600                    |
| 3УБК23-3               | 9М117М1        | 21,5               |                         | 0,1—5,5                | —                                 | 750                    |

## Сноски
1. ↑  Бронепробиваемость за динамической защитой
2. ↑  Бронепробиваемость за динамической защитой
3. ↑  Бронепробиваемость за динамической защитой